# Upsilon Andromedae e
Upsilon Andromedae e là hành tinh ngoài hệ Mặt Trời ngoài cùng nhất quay quanh ngôi sao Upsilon Andromedae A trong chòm sao Tiên Nữ (Andromeda). Hành tinh này là một trong những hành tinh ngoại giống sao Mộc nhất được tìm thấy về mặt khối lượng và bán trục chính.

## Khám phá
Hành tinh này được phát hiện vào ngày 22 tháng 11 năm 2010, nhưng tài liệu khám phá không được phát hành cho đến ngày 2 tháng 12. Đây là lần thứ tư vào năm 2010, một hành tinh thứ tư được phát hiện trong một hệ hành tinh, những hành tinh khác là Gliese 876 e, HD 10180 e và HR 8799 e; không có năm nào khác trong thời đại ngoại hành tinh có hơn một hành tinh thứ tư được phát hiện.
Các nhà thiên văn học ban đầu nghĩ rằng hành tinh này không thể tồn tại bởi vì nó sẽ làm cho hệ hành tinh không ổn định và sẽ bị đẩy ra. Nhưng vào năm 2007, một khu vực đảo ổn định đã được báo cáo nơi một hành tinh thứ tư có thể tồn tại.

## Đặc điểm
Upsilon Andromedae e có khối lượng lớn hơn một chút so với Sao Mộc và quỹ đạo ở khoảng cách tương tự từ Sao Mộc tới Mặt Trời, chính xác là 5,2456 AU so với 5,2043 AU đối với Sao Mộc. Mặc dù chỉ có khối lượng tối thiểu được xác định do độ nghiêng chưa được biết, khối lượng thực sự của nó có thể lớn hơn nhiều. Phải mất hơn một thập kỷ để quay quanh ngôi sao. Ở độ lệch tâm 0,00536, quỹ đạo của hành tinh có hình tròn hơn bất kỳ hành tinh nào trong hệ mặt trời của chúng ta. Các tác giả khác, trong khi xác nhận bằng chứng cho một hành tinh thứ tư, thách thức các giá trị được tìm thấy, vì họ sử dụng một bộ dữ liệu không phù hợp với các hành tinh khác.